# Condado de Dublín Sur
El Condado de Dublín Sur (en irlandés: Contae Átha Cliath Theas) es un condado administrativo que forma parte del condado tradicional de Dublín de la República de Irlanda. El centro del Gobierno Local de Dublín Sur es Tallaght. Dublín Sur alcanzó el estatus de condado en el Acto de Gobierno Local (Dublín) de 1993, y más formalmente en el Acto de Gobierno Local de 2001. Fue creado junto con dos autoridades para reemplazar el Consejo del Condado de Dublín.

## Historia
Dublín sur fue el último condado en Irlanda en tener alteraciones a su frontera, éstas fueron hechas en 1993 para albergar la autopista M50. También fue el último condado en sufrir un cambio de nombre, su nombre original de «Belgard» fue cambiado a «Dublín Sur» cuando el área fue alterada para de ser un Condado Electoral a un Condado Administrativos en 1994 (los límites y nombres de Dun Laoghaire-Rathdown y Fingal fueron establecidos en 1985). El nombre de Belgard tenía una asociación histórica con el área, siendo una de las fortalezas fronterizas de «La Empalizada» (The Pale) que existió en esa área. Sin embargo fue alterado bajo el argumento de que el nombre Belgard crearía asociaciones a ciertas áreas de desarrollo moderno en la vecindad de Tallaght que usan el mismo nombre. El condado sigue siendo identificado como Belgard por ciertos departamentos de Gobierno para diferenciarlo del área geográfica de Dublín Sur. Se pueden hacer representaciones en cualquier momento por los miembros del Consejo del Condado electos para solicitar al Gobierno un cambio de nombre legal.
El área de Dublín Sur cubre 222.74 kilómetros cuadrados y se encuentra alrededor de 10 millas al suroeste de la capital. Está bordeado por las Montañas de Dublín al sur y se extiende del Río Liffey en Lucan a través de Palmerstown, Clondalkin, al sur a Newscastle, Rathcoole, Saggart. Incluye el Oeste, Centro y Sur de Tallaght y se extiende al este a Templeogue y Rathfarnham. Dublín Sur tiene frontera con los Condados de Kildare, Wicklow, Fingal y Dun Laoghaire-Rathdown, así como por la Ciudad de Dublín. El Instituto de Tecnología, Tallaght está dentro del condado.
El Mayor actual es Therese Ridge. El Deputy Mayor es Eamon Walsh.
El condado es considerado parte de la «Gran Área de Dublín».

## Pueblos y villas de Dublín Sur
- Baile Adaim
- Baile Buadáin
- Baile Éamainn
- Baile Uí Ruáin
- Baile Phámar
- Briotáis
- Cluain Dolcáin
- Dún Droma
- Teach Giúise
- Na Glaschnoic
- Ráth Miontáin
- Leamhcán
- Cnoc Lín
- An Caisleán Nua
- Rath Cúil
- Ráth Fearnáin
- Sruth na gCloch
- Ronanstown
- Teach Sagard
- Tamhlacht
- Teach Mealóg
- Teach na Giúise
- Sagairt

## Pie de nota
1. ↑  Department of Education and Science